# Sakkalin
Sakkalin auch Zakkarinth (Sakkarin, Sakharine, Sackarine, Zackarine oder Zacharine, ursprünglich Kham Suk; voller Thronname Somdet Brhat Chao Maha Sri Vitha Lan Chang Hom Khao Luang Phrabang Parama Sidha Khattiya Suriya Varman Brhat Maha Sri Sakarindra Ridhi Dharma Varman; * 16. Juli 1840 in Luang Phrabang; † 25. März 1904 ebendort) war zwischen 1895 und 1904 König des Reiches Luang Phrabang. Er ist insbesondere bekannt durch seine Einwilligung, das Königreich Luang Phrabang zu einem französischen Protektorat zu machen.

## Leben
Sakkalin war der älteste Sohn von König Oun Kham und dessen erster Frau, Prinzessin (Sadet Chao Nying) Sri Ambali (Simphali), und wurde bei Hofe ausgebildet. Er wurde später als dritthöchster Würdenträger des Reiches mit dem Titel Raja Varman versehen, als der er die Streitkräfte von Luang Phrabang 1874 bis 1877 während des ersten Invasionsversuchs der Ho anführte. Auch bei deren zweitem Versuch, Luang Phrabang zwischen 1885 und 1887 zu überrennen, war Sakkalin Oberkommandierender, doch musste er diesmal fliehen, als die Ho die Hauptstadt Luang Phrabang einnahmen und plünderten. Er musste sich eine Zeit lang, wie sein Vater Oun Kham, in Bangkok aufhalten, wurde jedoch im April 1888 zum Regenten ernannt.
Infolge der militärischen Drohung Frankreichs willigte Sakkalin am 3. Oktober 1893 ein, das Königreich Luang Phrabang zu einem französischen Protektorat zu machen. Am 15. Dezember 1895 folgte er nach dessen Tod seinem Vater offiziell auf den Thron und wurde am 14. Juli 1896 in Luang Phrabang gekrönt. Auf Veranlassung Frankreichs führte er mehrere wichtige Reformen durch, u. a. die Abschaffung der Sklaverei und die Gleichheit aller Individuen vor Gericht.
Sakkalin war mehrfach verheiratet:
1. Königin (Somdet Brhat Rajini Akkhara Maha Sri) Dungdi (Thong Di), † um 1948 ohne Nachkommen
2. Königin (Somdet Brhat Rajini Akkhara Maha Sri) Dungsiri (Thong Si), Tochter eines hochrangigen Prinzen und Staatsministers
3. Mom Bangi Narindra (Pheng Norin)
4. Prinzessin (Sadet Chao Nying) Indira (In)
5. Prinzessin (Sadet Chao Nying) Nukima (Noukhim)
6. Prinzessin (Sadet Chao Nying) Buvanasiri (Bouasi)
7. Prinzessin (Sadet Chao Nying) Kamani (Khamune)
8. Prinzessin (Sadet Chao Nying) Kanthi (Chanthy), jüngere Schwester der Königin Dungdi
9. Prinzessin (Sadet Chao Nying) Kamapiri (Kham Pin)

Sakkalin starb am 25. März 1904 an Gehirnschlag und hinterließ zehn Söhne und sieben Töchter:
1. Prinz (anga Sadet Chao Fa Jaya) Rangsiri (Rangsi), verstarb früh
2. Prinz (anga Sadet Chao Fa Jaya) Khao (Sisavang Vong), Nachfolger seines Vaters
3. Prinz (anga Sadet Chao Fa Jaya) Varman Kaeva Sri Salusakti (Vong Khieo Sisaleumsak), * 1885, † 1969
4. Prinz (anga Sadet Chao Fa Jaya) Suriya Varman (Soulivong)
5. Prinz (anga Sadet Chao Fa Jaya) Duang Chandra (Douang Chan)
6. Prinz (anga Sadet Chao Fa Jaya) Sri Sunjaya (Sisonjai), lebte in Siam (Thailand)
7. Prinz (anga Sadet Chao Fa Jaya) Jaya (Sai)
8. Prinz (anga Sadet Chao Fa Jaya) Sri Sumangala (Sisumang)
9. Prinz (anga Sadet Chao Fa Jaya) Srestha (Sestha), * 1898, † 1931
10. Prinz (anga Sadet Chao Fa Jaya) Anuya (Nouy)

1. Prinzessin (Anga Sadet Chao Fa Nying) Kamakimi (Kham Khim), * um 1859
2. Prinzessin (Anga Sadet Chao Fa Nying) Dungsiri (Thong Si)
3. Prinzessin (Anga Sadet Chao Fa Nying) Kamavani (Kham Vaen), * 1891
4. Prinzessin (Anga Sadet Chao Fa Nying) Kamakini (Kham Kene)
5. Prinzessin (Anga Sadet Chao Fa Nying) Kamakama (Kham Kham)
6. Königin (Somdet Brhat Rajini Akkhara Maha Sri) Kamabani (Kham Phan), * 1896
7. Prinzessin (Anga Sadet Chao Fa Nying) Kamaduni (Kham Tun), * um 1900, † 1974 in Luang Phrabang